# Evrýchou
Evrýchou är en ort i Cypern.   Den ligger i distriktet Eparchía Lefkosías, i den centrala delen av landet, 40 km väster om huvudstaden Nicosia. Evrýchou ligger 447 meter över havet och antalet invånare är 855. Den ligger på ön Cypern.
Terrängen runt Evrýchou är lite bergig, och sluttar norrut. Trakten runt Evrýchou är ganska tätbefolkad, med 58 invånare per kvadratkilometer. Närmaste större samhälle är Léfka, 9,2 km nordväst om Evrýchou. 
Medelhavsklimat råder i trakten. Årsmedeltemperaturen i trakten är 16 °C. Den varmaste månaden är juli, då medeltemperaturen är 28 °C, och den kallaste är januari, med 4 °C. Genomsnittlig årsnederbörd är 572 millimeter. Den regnigaste månaden är januari, med i genomsnitt 123 mm nederbörd, och den torraste är augusti, med 2 mm nederbörd.